# セグロチョウチョウウオ
セグロチョウチョウウオ（学名：Chaetodon ephippium）は、スズキ目チョウチョウウオ科に分類される魚類の一種。種小名は背部の黒斑から「馬の鞍」を意味する。

## 形態
- 全長20cm。
- 和名のとおり、背部に大きな黒斑がある。
- 背びれ後方の上部が糸状に伸びる。
- 他種に比べ比較的長い口吻をもつ。

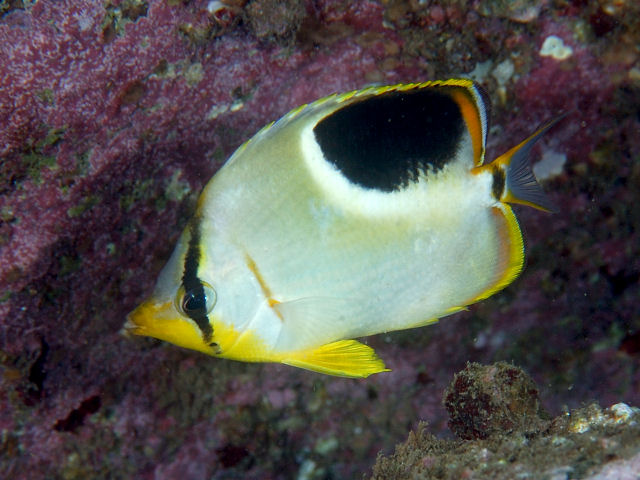
幼魚

- 幼魚は目を通る黒色横帯と、尾柄に黒斑がある。（成魚になるとなくなる。）
- 成魚は尾柄に赤い帯がある。背びれ後方の縁が赤い。
- 体色は白っぽい淡い緑の地に鼻から腹にかけて黄色、エラの後方から、体側の下のほうに濃いブルーのラインが7本ほど平行に通る。このラインは幼魚の時は薄い。

よく似た種

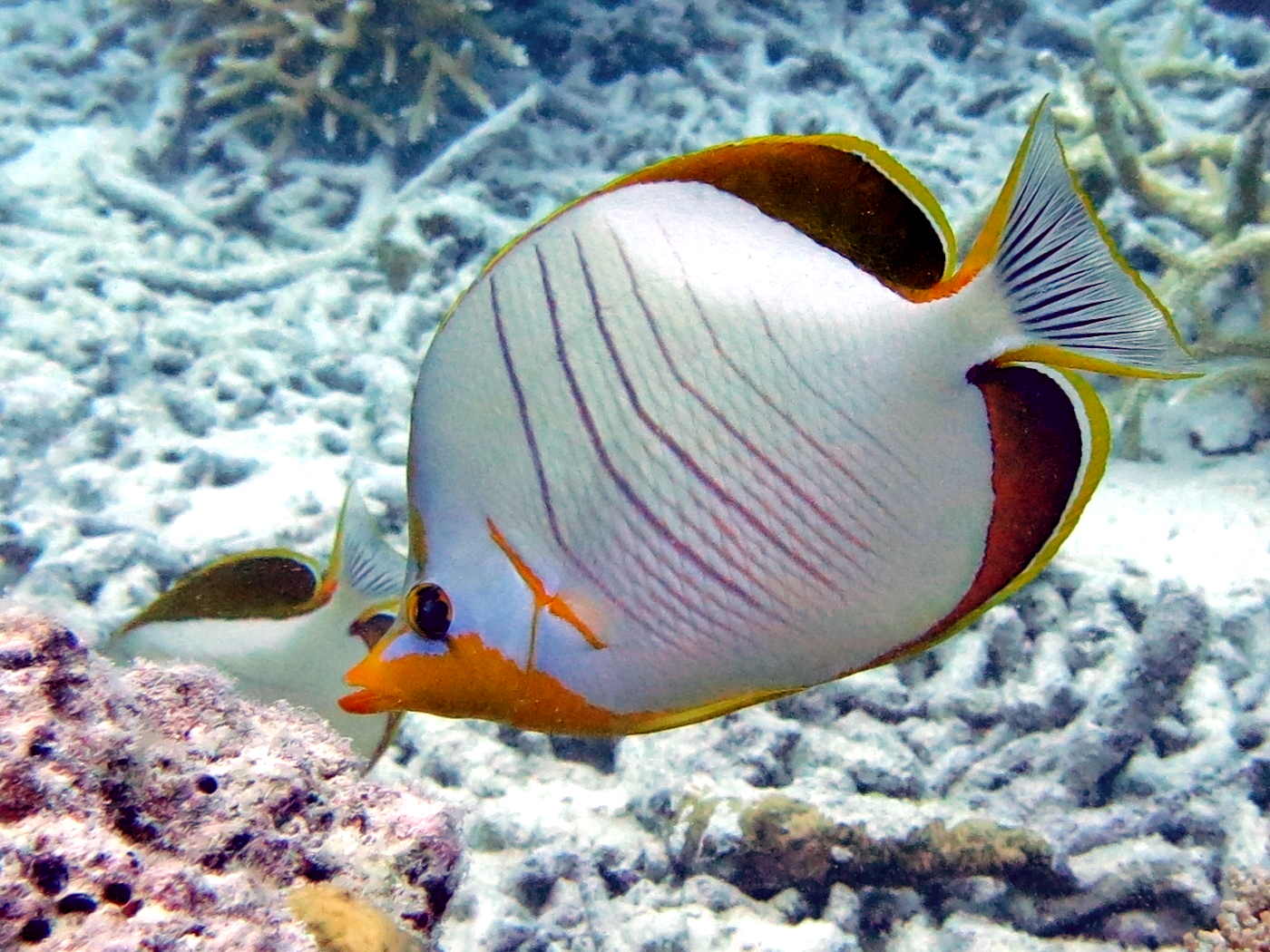
サントス・バタフライフィッシュ

よく似た種としてサントス・バタフライフィッシュがいるが、両種には
- この種はセグロと異なり背びれ後方上部は糸状に伸びない。
- セグロと比べて、この種の背中の黒色部は面積がずっと小さく、色もこげ茶色で異なる。
- この種は尻びれにも同じ面積のこげ茶色の斑紋を持つが、セグロにはない。
- この種はセグロと比較して全体的に白い。
- 鼻から腹、尻びれ、背びれ、頭の上部にかけて濃い黄色に縁取られている。

といった相違点がある。
セグロと近い生態・性格であるが、この種はインド洋にのみ生息しているため、日本国内で見られる個体を種の同定で誤ることはまずない。

## 生態
雑食で、サンゴのポリプ、底生性の小動物、海藻などを食べる。ボラボラ島のものはおにぎりやパンに餌付いている。
水深5-15ｍのサンゴ礁域、岩礁域に生息する。昼夜で体色・模様が大きく変化し、夜になると、体が茶褐色になり、黒色部を縁取る白色帯が目立つ。

## 分布
中・西部太平洋～インド洋に生息。かなり広い範囲に生息している。国内では主に、南西諸島や小笠原諸島の近海などの南方の温暖な海域で観察される。本州まで流れ着くことは稀で、本州での観察記録も少ない。海外では、台湾、東南アジア、ハワイ、インド洋全域などで見られ、特にミクロネシアに多い。
上記「形態」の項で述べたように、インド洋には良く似た「サントスバタフライフィッシュ」と本種の両方が分布しているので、インド洋産の個体については種の同定に注意を要する。

## 人とのかかわり
観賞魚として飼育され、水族館でもよく目にする。熱帯魚店に入荷される量は少ないため価格が若干高めに設定されるが、生息数そのものが少ないわけではない。性格はやや大人しめで気の強い魚とは一緒にしない方が無難。タンクメイトの選定には十分注意を払いたい。